# Next Avengers: Heroes of Tomorrow
Next Avengers: Heroes of Tomorrow (conocida también como Nuevos Vengadores: Héroes del Mañana o Los Próximos Vengadores) es la quinta película de animación de Marvel Studios Animation basada en los cómics de Marvel de Lions Gate Entertainment.
La película se estrenó en 2008. El proyecto fue anunciado originalmente bajo el título Avengers Teen, que más tarde cambió a Avengers Reborn. Antes de ello fue también conocida como Next Avengers. Fue lanzada en DVD y Blu-ray el 2 de septiembre de 2008. Se incluyó una vista previa de la película en el DVD de la película de animación Doctor Strange: The Sorcerer Supreme.

## Argumento
Una batalla contra Ultrón deja a los Vengadores derrotados, con seis de los héroes muertos en la lucha, y el mundo a merced del ejército de las máquinas de Ultrón. El Capitán América le dice a Tony Stark que lleve a los hijos de los Vengadores a un refugio subterráneo fortificado oculto, situado al norte del círculo polar ártico. Los niños son James Rogers (hijo del Capitán América y la Viuda Negra), Henry Pym Jr. (hijo del Hombre Gigante y la Avispa), Azari (hijo de Pantera Negra y Tormenta), y Torunn (hija de los ausentes Thor y Sif).
Tony Stark cría y entrena en secreto a los niños durante doce años. Un día, Visión llega al refugio después de esconderse de Ultrón durante más de una década, para informar a Stark que Francis Barton, hijo de Ojo de Halcón, también está vivo.
Mientras los curiosos niños espían a Stark y Visión, James activa accidentalmente una serie de robots similares a Iron Man, llamados Vengadores de Hierro. Estos imitan el aspecto y habilidades del Capitán América, Ojo de Halcón, Pantera Negra, Thor, la Viuda Negra y el Hombre Gigante. Debido a que están programados para derrotar a Ultrón tras la activación, despegan para hacerlo, y son detectados por los sensores que el supervillano ha implantado por todo el mundo, revelando la ubicación del refugio. Tras esto, Ultrón se dirige al refugio y lo invade. Stark, ahora como Iron Man, es capaz de detenerlo el tiempo suficiente, para que los niños escapen, pero es finalmente sometido, y capturado. Más tarde, Ultrón reprograma a los Vengadores de Hierro para que sigan sus órdenes.
Entrando furtivamente en Ciudad Ultra para rescatar a Stark, los cuatro jóvenes Vengadores encuentran a Francis Barton (hijo de Ojo de Halcón y Pájaro Burlón), y deciden formar equipo con él y su grupo de combatientes de la resistencia para rescatar a su tutor.
Los cinco logran escapar con Stark de la trampa de Ultrón en su ciudadela y se dirigen junto con una mayor Betty Ross hacia el desierto, donde Bruce Banner (Hulk) ha decidido esconderse y mantenerse alejado de otras personas por su propia seguridad. Después de que este se niegue a ayudarlos, James idea un plan para atraer a Ultrón allí, y así provocar que Hulk aparezca y destruya al robot.
Los jóvenes Vengadores pelean una batalla perdida con los dobles mecánicos de sus padres, pero se las arreglan para despertar a Hulk, que vence a los Vengadores de Hierro y finalmente destruye a Ultrón, partiéndolo en dos. Este comienza a reconstruirse a sí mismo, por lo que Torunn decide llevar su cuerpo al espacio, lanzando las dos piezas en direcciones opuestas, lo que garantiza que no se pueda reconstruir. Ella casi se ahoga y se congela en el proceso, dando lugar a que su padre, Thor, la rescate y explique los motivos por los que la dejó en la Tierra. Thor invita a Torunn a unirse a él en Asgard, pero ella elige regresar con su familia a la Tierra. Como regalo de despedida, Thor la envía de vuelta a la Tierra, con una armadura completa de Asgard.
Con Ultrón finalmente derrotado, los cinco jóvenes Vengadores se preparan para regresar a Ciudad Ultra para hacer frente a las fuerzas restantes del androide y rescatar a la población.

## Personajes

### Jóvenes Vengadores
- James Rogers (Noah Crawford), hijo del Capitán América y la Viuda Negra y líder de los Vengadores adolescentes. Nombrado en honor al compañero y mejor amigo del Capitán América, Bucky Barnes, quien ha heredado la capacidad de lucha excepcional, agilidad y los reflejos de sus padres y una gran resistencia gracias al suero de súper soldado de su padre. James tenía originalmente un brazalete, diseñado por Tony Stark, que podía generar un escudo de energía basado en el escudo del Capitán América. Lo utiliza de la misma manera que su padre. Cuando su brazalete de muñeca es destruido por la Viuda Negra de Hierro, James recupera el escudo de su padre, después de la destrucción de su copia robótica. Al igual que su padre, James tiene una gran dificultad para estar quieto y muestra un gran sentido de responsabilidad una vez que se da cuenta de la gravedad de la situación. Se muestra protector hacia Torunn. Aunque inicialmente no lo acepte y se esfuerce por ocultarlo, parece sentir interés romántico por la asgardiana.

- Torunn (Brenna O'Brien), Hija de Thor y Sif y sobrina de Loki. Posee los poderes innatos de fuerza sobrehumana y resistencia al daño físico compartido por todos los asgardianos. Empuña una espada mágica asgardiana muy similar a la de su madre. Como el martillo Mjolnir de su padre, la espada tiene un encantamiento por el que reconoce a Torunn como su única dueña y le permite el poder de absorber y controlar rayos y truenos. Inicialmente, Torunn trata de actuar como una guerrera asgardiana (lanzándose hacia el fragor de la batalla sin tener en cuenta las consecuencias), ya que tiene la esperanza de que, de esa forma, logrará que su padre la tome en cuenta; sin embargo, en realidad es muy insegura. Sus amigos son huérfanos, pero Thor al parecer solo la abandonó. Torunn adquiere humildad a medida que la historia avanza y reconoce su vulnerabilidad. Ella se siente halagada por el coqueteo de Francis Barton, aunque muestra un interés particular por James.

- Azari (M. Dempsey Pappion), Hijo de Pantera Negra y Tormenta (que no es mencionada por su nombre en la película). Azari ha heredado los sentidos mejorados de su padre, agilidad y habilidades marciales. Del lado de su madre muestra la capacidad de generar y manipular los poderosos campos eléctricos. Hereda el nombre de su bisabuelo paterno. Azari es el más ordenado y sensato de los jóvenes Vengadores y con frecuencia trata de que los demás sigan las órdenes de Tony (a diferencia de su padre, quien llegó a estar en amplio desacuerdo con Stark), a pesar de que finalmente termina por unirse a sus amigos en la desobediencia en favor de mejores intereses.
- Henry Pym Jr. (Aidan Drummond), llamado Pym, es el hijo de Henry Pym (Hombre Hormiga / Hombre Gigante) y Janet Van Dyne (Avispa). Es el más joven y más inteligente de los cinco niños. Él tiene la capacidad de cambiar de tamaño a pequeño o gigante y ha heredado la habilidad de su madre de disparar las picaduras de energía. Cuando se contrae, le crecen alas de avispa que le permiten volar; cuando crece, el aumento de la fuerza y durabilidad es proporcional. Pym es el cerebro técnico del grupo, capaz de descifrar complejos dispositivos con bastante facilidad.
- Francis Barton (Adrian Petriw), hijo de Ojo de Halcón y Pájaro Burlón. A diferencia de los otros jóvenes Vengadores, Francis fue dejado accidentalmente atrás después de la lucha final de los Vengadores contra Ultrón y creció con su padre como un fugitivo en la Ciudad Ultra, donde se convirtió en el líder de un grupo de refugiados humanos conocidos como los Carroñeros. Francis muestra una precisión excepcional con su arco y lleva un carcaj con flechas explosivas y de truco. Al igual que sus padres, Francis y James se muestran en abierto desacuerdo inicialmente, pero ocasionalmente se convierten en amigos. Al principio Francis parece frío e indiferente con sus nuevas amistades, pero a medida que pasa el tiempo, se muestra tan bromista y coqueto como Ojo de Halcón lo era.

### Vengadores originales sobrevivientes
- Tony Stark / Iron Man (Tom Kane): el constructor original de Ultrón. Después de la derrota de los Vengadores, Tony se reunió con los hijos de estos y los escondió en el Ártico, en busca de redención por su mayor error. Trata de mantener a salvo a los niños por la memoria de sus padres y sus amigos.
- Visión (Shawn MacDonald): Usó su capacidad de ser intangible para ser espía de Tony y hacer el seguimiento del progreso de Ultrón en subyugar a la humanidad. Visión regresa debido a que Ultrón había encontrado una manera de derrotarlo en su estado intangible y lo había herido gravemente. Tony no tuvo tiempo para reparar su cuerpo y los niños terminan llevándose su cabeza hasta el final de la película.
- Thor (Michael Adamthwaite): dios nórdico del trueno. Cuando su padre Odín murió, Thor regresó a Asgard para gobernar, dejando a su hija Torunn al cuidado de los Vengadores. Thor aparece a final de la película para rescatar a Torunn de la muerte en el espacio exterior mediante el puente Bifrost, dándole la bienvenida a Asgard después de haber aprendido los valores humanos que la harían una vengadora.
- Bruce Banner / Hulk (Ken Kramer / Fred Tatasciore): Bruce Banner se ha mantenido con vida bajo el régimen de Ultrón escondiéndose en el desierto y evitando cualquier contacto con otras personas para evitar sus emociones, y por tanto, mantener a Hulk bajo control. La única persona capaz de controlar su ira es Betty Ross. Dado que Bruce Banner se niega a ayudar a derrotar a Ultrón, James diseña un plan que, finalmente, no deja a Hulk otra opción más que participar en la lucha.

### Secundarios
- Betty Ross (Nicole Oliver): hija del general Thaddeus "Thunderbolt" Ross y el interés amoroso de Bruce Banner. Ella se ha mantenido con vida escondiéndose junto a los supervivientes humanos que Ojo de Halcón y su hijo habían reunido.
- Yocasta (Nicole Oliver): la inteligencia artificial del equipo de refugio de Tony Stark.

### Villanos
- Ultrón (Tom Kane): el antagonista principal. Tony Stark creó a Ultrón para ser una fuerza de la paz, pero su programación evolucionó y Ultrón, finalmente, decidió apoderarse de la Tierra. Atacó a los Vengadores, matando a la mayoría y se dispuso a conquistar el mundo.
- Vengadores de Hierro: un equipo de réplicas robóticas de los Vengadores (con exclusión de Iron Man y Hulk) basado en la tecnología de la armadura de Iron Man. Fueron creados por Tony Stark tanto como un homenaje a la tradición de los Vengadores, así como ayudantes en un eventual enfrentamiento contra Ultrón. Sin embargo, Ultrón utiliza un virus de computadora para hacerlos sus peones. Todos los Vengadores de Hierro son capaces de propulsión a chorro de vuelo y poseen una fuerza sobrehumana y resistencia debido a sus estructuras robóticas.
  - Capitán América de Hierro: el líder de campo de los Vengadores de Hierro y el único que demostró ser capaz de hablar. El Capitán América de Hierro maneja dos escudos en la película, el primero es una versión más reciente que podría cortar casi cualquier cosa. En el ataque a la ciudadela, el primer escudo es destruido por el ácido, por lo que en la batalla del desierto lleva el escudo original del Capitán América. El Capitán América de Hierro fue destruido por James, cuando el joven Vengador cortó al robot en dos con el escudo de su padre.
  - Viuda Negra de Hierro: puede cambiar sus manos por armas y tiene un par de brazos. Ella fue destruida por Hulk en la confrontación final.
  - Pantera Negra de Hierro: tiene la habilidad de las artes marciales, los instintos y la agilidad de la Pantera Negra real de los Vengadores. Él tiene la habilidad de transformarse en una pantera robot. Fue destruido cuando Azari usó sus habilidades eléctricas haciéndolo explotar.
  - Thor de Hierro: es el único Vengador de Hierro que imita a un Vengador con vida. El robot fue destruido cuando Torunn lo apuñaló en el estómago y lo partió por la mitad.
  - Ojo de Halcón de Hierro: sus manos están equipadas con arcos desplegables, dispositivos que disparan proyectiles cargados de energía. Francis destruyó a Ojo de Halcón de Hierro disparando flechas explosivas en los pies, la espalda y la cara del robot.
  - Hombre Gigante de Hierro: es el más grande de los Vengadores de Hierro, mide aproximadamente dieciocho metros de altura (a diferencia del Hombre Hormiga original, es incapaz de cambiar su tamaño). Al igual que el Hombre Gigante real es muy fuerte y durable y además puede disparar ráfagas de energía de su frente. También almacena varias Avispas de Hierro dentro de su cavidad torácica para actuar como unidades auxiliares. Fue destruido cuando Hulk le arrancó la cabeza.
    - Avispas de Hierro: Las versiones robóticas de la Avispa original, que se almacenan en el Hombre Gigante de Hierro y actúan como unidades auxiliares. Las Avispas son liberadas de la boca del Hombre Gigante de Hierro y lanzan ataques de ráfagas de energía como la Avispa real. Fueron eliminadas por Hulk después de que trataron de exterminarlo en su forma humana.
- Drones de Ciudad Ultra: Siervos de Ultrón en Ciudad Ultra, que actúan como sus guardias, ejecutores y eliminadores.

Voces adicionales por Michael Adamthwaite, Shawn MacDonald, Nicole Oliver y Fred Tatasciore.

## Cómics
En 2013, es revelado que en Heroic Age, Tony Stark viejo le dice a su presente "yo", que Ultrón, un día gobernaría al mundo, pero Ultrón comenzó su plan a espaldas de los Vengadores, y gobierna el mundo, justo antes de "Next Avengers", evento conocido recientemente como Age of Ultron.
Los Próximos Vengadores hizo su debut en el cómic Vengadores# 1, como parte de los acontecimientos de la Edad Heroica de Marvel. En la vista previa, el equipo se muestra en lucha contra Immortus. Comic Book Recursos (19 de mayo de 2010). «Vista previa: Avengers # 1». Consultado el 29 de diciembre de 2010. Esta realidad ha sido designada como la Tierra-555326.
Aparecen en los primeros seis números de Los Vengadores (2010), pero desempeñan un papel pequeño. Cuando los Vengadores actuales viajan en el tiempo, y son eliminados por Los Próximos Vengadores y llevados a Hulk y Ironman. Más tarde, realizan un trabajo de reconocimiento, y son testigos de la derrota de Ultrón por Kang y su Legión. Por último, matan a Inmortus, después de que este haya asesinado a las versiones de Stark y Hulk de su realidad. Avengers# 001-007 2010

## Valoraciones
La película recibió críticas en su mayoría mixtas. Tiene una calificación de 6.2 en Internet Movie Database (IMDb) 
Tiene una calificación de 5.0 por Filmaffinity